# Run (ilha)

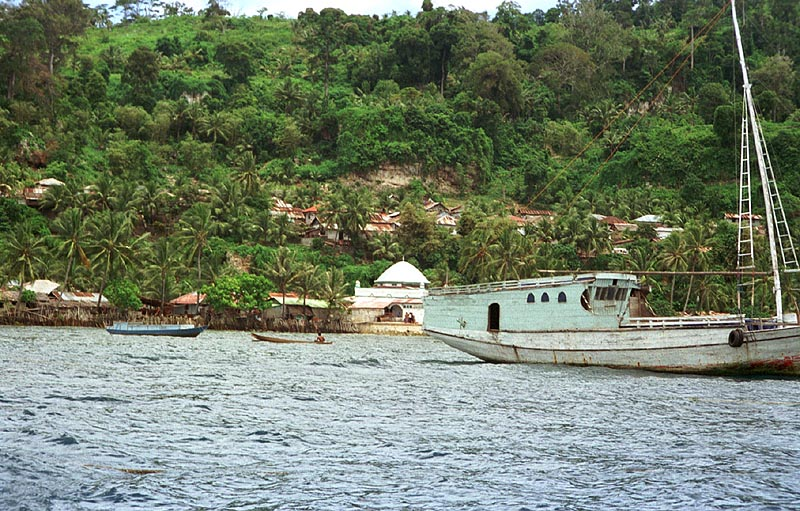
Vista parcial do litoral da ilha

Run é uma das menores ilhas de Banda, na Indonésia. Mede aproximadamente 3 km de comprimento e 1 km de largura.
No século XVII apresentava grande importância econômica em função da produção de diversas especiarias, sobretudo a noz-moscada, que era obtida a partir da Myristica fragans, uma árvore muito abundante nessa ilha. Tanta importância que ela foi trocada pela cidade de Nova Amsterdã, que viria a ser renomeada Nova Iorque num acordo com a Inglaterra após as Guerras Anglo-Holandesas.
Atualmente, sua economia é baseada na pesca e na produção de noz-moscada . Apesar de possuir amplo potencial turístico, uma vez que conta com a presença de mares tropicais cercados por recifes de corais, a ilha é pouco visitada por turistas estrangeiros. 